# Novate Milanese
Novate Milanese és un municipi italià, situat a la regió de Llombardia i a la ciutat metropolitana de Milà. L'any 2005 tenia 20.063 habitants.